# Балтійський регіон

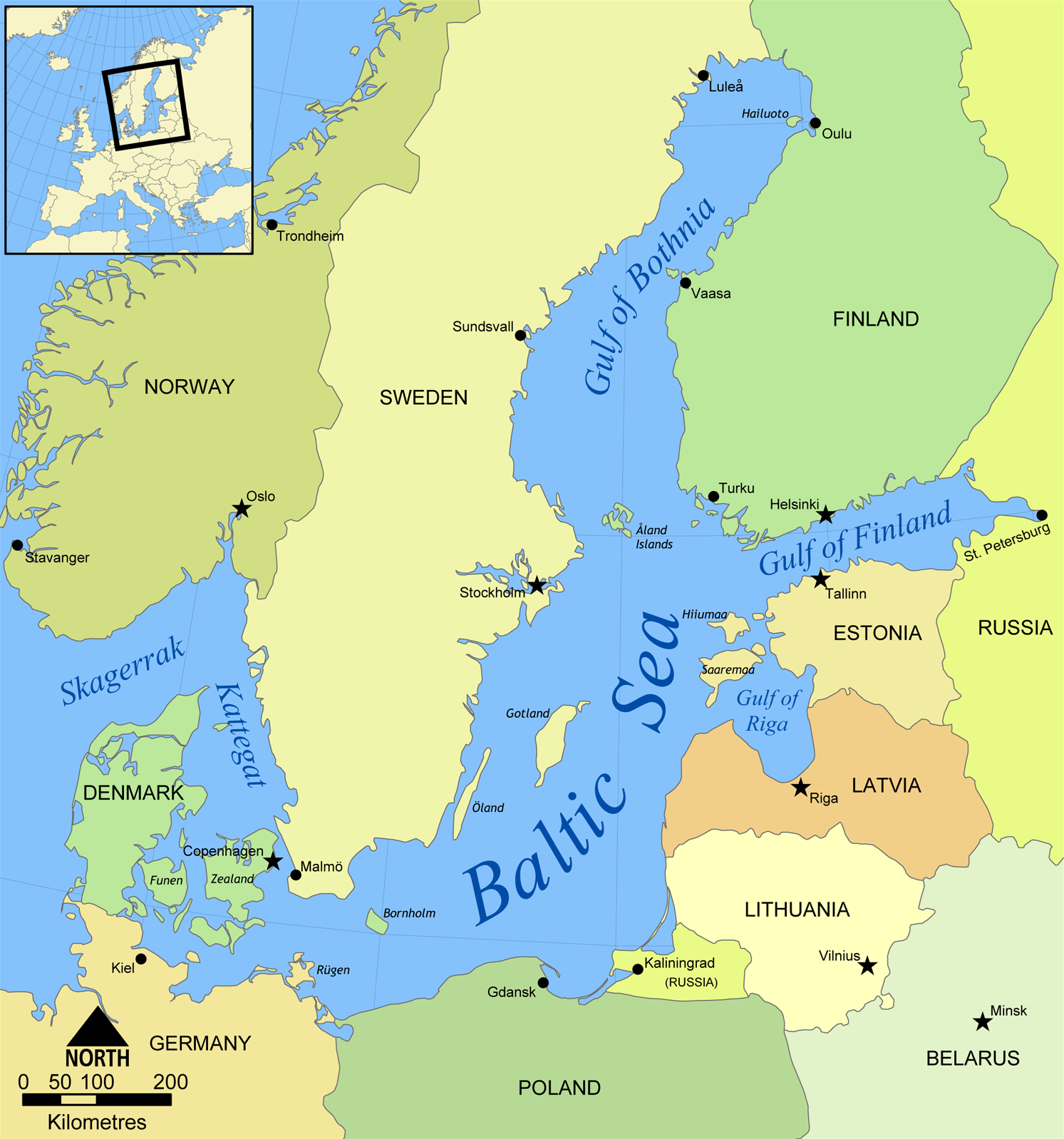
Балтійське море та сусідні країни

Терміни Регіон Балтійського моря, країни Балтійського краю (або просто Балтійський край) та країни / держави Балтійського моря позначають дещо різні комбінації країн у загальній зоні, що оточує Балтійське море в Північній Європі.

## Етимологія
Першим назвав його Балтійським морем (лат. Mare Balticum) був німецьким літописцем XI століття Адамом Бременським.

## Денотація

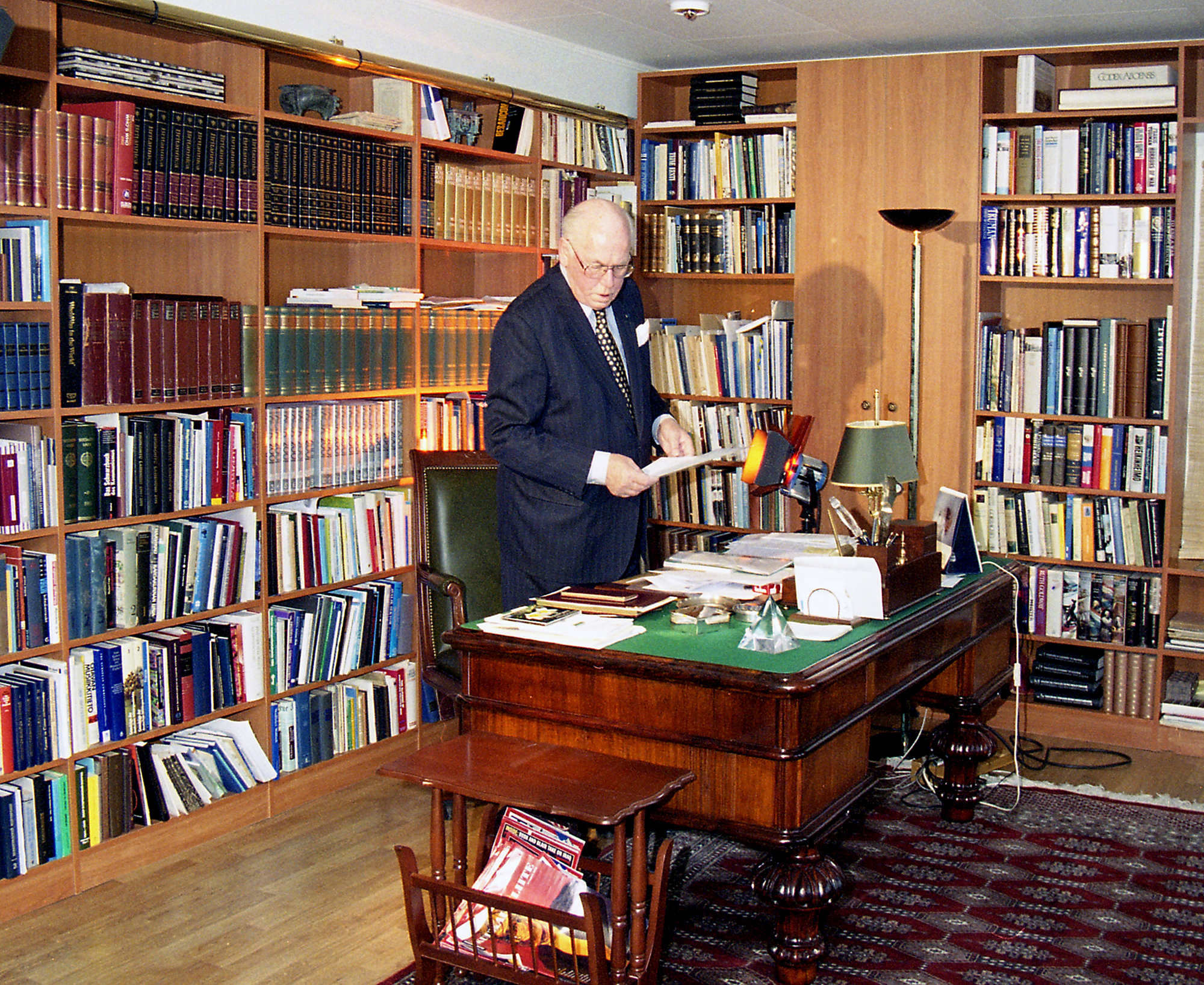
Леннарт Мері, президент Естонії, реконструює історію Естонії та регіону Балтійського моря у своїй книзі 1976 року «Срібно-білий» (Hõbevalge).

Залежно від контексту регіон Балтійського моря може означати:
- Країни, що мають берегові лінії уздовж Балтійського моря: Данія, Естонія, Латвія, Фінляндія, Німеччина, Литва, Польща, Росія та Швеція.
- Група країн, на яку в даний час згадують стенографічні країни Балтії: Естонія, Латвія та Литва. [джерело?]
- Естонія, Латвія, Литва та Калінінградська область Росії ексклавували від решти Росії. [джерело?]
- Історична Східна Пруссія та історичні землі Лівонії, Курляндії та Естонії (Шведська Естонія та Російська Естонія). [джерело?]
- Колишні балтійські намісництва Імперської Росії: Сучасна Естонія та Латвія (за винятком частин сучасної Східної Латвії, що входили до Вітебської губернії) [джерело?]
- Країни на історичному британському торговому шляху через Балтійське море, тобто включаючи Скандинавський півострів (Швеція та Норвегія). [джерело?]
- Рада держав Балтійського моря, до якої входять країни з узбережжям уздовж Балтійського моря, крім Норвегії, Ісландії та решти країн Європейського Союзу.
- Острови мережі Єврорегіону B7 Балтійських островів, що включає острови та архіпелаги Аланд (автономний), Борнхольм (Данія), Готланд (Швеція), Хійумаа (Естонія), Еланд (Швеція), Рюген (Німеччина) та Сааремаа (Естонія). [джерело?]
- На історичних скандинавських та німецьких картах Балтікум іноді включає лише історично або культурно переважаючі Німеччиною землі або провінції Естонії, Лівонії, Курляндії та Латгалії (що відповідає сучасним Естонії та Латвії), а також іноді Померанію, Кашубію та Схід Пруссія, тоді як історично менш германізована Литва іноді виключається. [джерело?]
- У геології Балтійський щит включає Фенноскандію, частини північно-західної Росії та північну частину Балтійського моря. [джерело?]